# Hainanpotamon
Hainanpotamon is een geslacht van kreeftachtigen uit de klasse van de Malacostraca (hogere kreeftachtigen).

## Soorten
- Hainanpotamon auriculatum Yeo & Naruse, 2008
- Hainanpotamon daiae Yeo & Naruse, 2008
- Hainanpotamon directum Yeo & Naruse, 2008
- Hainanpotamon fuchengense Dai, 1995
- Hainanpotamon glabrum (Dang, 1967)
- Hainanpotamon helense Dai, 1995
- Hainanpotamon orientale (Parisi, 1916)
- Hainanpotamon rubrum (Dang & Tran, 1992)